# 陸希未
陸希未（Marie Lu，1984年7月11日—）是一位小說家，代表作是《傳奇系列》（Legend）。CBS電影將《傳奇系列》改編成電影由喬納森·萊文執導。

## 生涯
1984年，陸希未出生在中國無錫，後來搬到北京。1989年，陸希未舉家搬到美國喬治亞州，當時中國爆發六四天安門事件。陸希未之後就讀南加州大學，也在迪斯尼互動工作室實習。

## 私生活
陸希未目前住在洛杉磯。

## 作品

### 傳奇系列
- 傳奇 (2011)
- 菁英 (2012)
- 冠軍 (2013)
- Life Before Legend (2013)

### 覺醒之路系列
- 異能世代 (2014)
- 玫瑰會社 (2015)
- The Midnight Star (2016)

### 其他
- Spirit Animals book 7: The Evertree (2015)
- Batman (2017)
- Skyhunter (2020)
- The Kingdom of back (2020)

## 外部連結
- Author's Website （页面存档备份，存于）
- Ridley Pearson in The New York Times Book Review on Legend （页面存档备份，存于）
- The Los Angeles Times on Prodigy （页面存档备份，存于）
- 網路推理小說資料庫上的Marie Lu